# Hernando Baquero Borda
Hernando Baquero Borda (Bogotá, 6 de mayo de 1929-Bogotá, 31 de julio de 1986) fue un magistrado de la Sala Penal de la Corte Suprema de Justicia de Colombia. Co-redactor del tratado de extradición de Colombia con los Estados Unidos. Fue asesinado por el Cartel de Medellín.

## Biografía
Nacido en Bogotá, egresado como bachiller del Colegio Nicolás Esguerra. Graduado de derecho en la Universidad Externado de Colombia y especializado en Derecho Penal y Criminología en la Universidad de Roma, en la Universidad de París y en la Universidad Nacional de Colombia. Vivió también en Alemania donde llevó a cabo estudios de derecho penal comparado con el Max Planck Institut para el Estudio de Criminología, Seguridad y Derecho en la ciudad de Friburgo.
Casado con Susana Sampedro, con quien tuvo 3 hijos (Ana María, Sylvia y Hernando)
Durante 21 años fue funcionario de la Procuraduría General de la Nación hasta llegar al cargo de Viceprocurador. Se desempeñó como magistrado de la Corte Suprema de Justicia de Colombia desde el 21 de febrero de 1985.
Sobreviviente de la Toma del Palacio de Justicia por el Movimiento 19 de abril (M-19) el 6 de noviembre de 1985. Hasta el momento de su muerte trabajaba con casos relacionados con el narcotráfico y la extradición de colombianos a Estados Unidos.
Fue sucedido por Jaime Giraldo Ángel.

“Somos lo que dejamos a los demás”
Hernando Baquero Borda

## Obras
- La Policía Judicial: organización y funcionamiento (1973).[14]

## Asesinato
Baquero fue asesinado el 31 de julio de 1986, en la Calle 125 con transversal 55 en el barrio Niza del noroccidente de Bogotá, cuando se dirigía a la Corte Suprema de Justicia de Colombia, por sicarios en moto conocidos como 'Los Priscos'. El magistrado iba en su automóvil, un Renault 18, al lado de su esposa, cuando fue atacado a tiros de ametralladora y pistola. Alcanzó a lanzarse del vehículo, pero según los testigos fue rematado en el suelo por uno de los sujetos. Murieron además un escolta y un transeúnte mientras que su esposa fue herida. Su familia fue indemnizada en 1996 por este hecho.